# Przemyślany album
Przemyślany album – trzeci album studyjny polskiego rapera Bobera. Wydawnictwo ukazało się 17 grudnia 2021 nakładem wytwórni muzycznej QueQuality w dystrybucji Step Hurt.
Album jest utrzymany w stylu muzyki hip-hop. Składa się z wersji standardowej (1 CD).
Płyta dotarła do 14. miejsca polskiej listy sprzedaży – OLiS.

## Lista utworów
Opracowano na podstawie materiału źródłowego.
| Przemyślany album – Wersja standardowa | Przemyślany album – Wersja standardowa | Przemyślany album – Wersja standardowa |
| Nr                                     | Tytuł utworu                           | Długość                                |
| -------------------------------------- | -------------------------------------- | -------------------------------------- |
| 1.                                     | „Darek”                                | 2:57                                   |
| 2.                                     | „Balkon”                               | 3:14                                   |
| 3.                                     | „J***ać ćpunów”                        | 2:52                                   |
| 4.                                     | „O co w tym chodzi?”                   | 6:13                                   |
| 5.                                     | „Obraziłem się na hip-hop”             | 3:54                                   |
| 6.                                     | „Bałagan” (oraz Opał)                  | 3:03                                   |
| 7.                                     | „Nierub”                               | 2:56                                   |
| 8.                                     | „Niewesoła kompania” (oraz Słoń)       | 4:26                                   |
| 9.                                     | „Wszystko mnie wkurwia” (oraz Feno)    | 3:01                                   |
| 10.                                    | „Shit-fields”                          | 4:17                                   |
|                                        |                                        | 36:53                                  |

## Pozycja na liście sprzedaży

### Pozycja na liście tygodniowej
| Kraj   | Lista (2021)  | Najwyższa pozycja |
| ------ | ------------- | ----------------- |
| Polska | OLiS – albumy | 14                |